# Aphnelepis australis
Aphnelepis australis è un pesce osseo estinto, appartenente agli archeomenidi. Visse nel Giurassico superiore (Oxfordiano, circa 160 milioni di anni fa) e i suoi resti fossili sono stati ritrovati in Australia.

## Descrizione
Questo pesce era di piccole dimensioni, e solitamente non superava la lunghezza di 10 centimetri. Era dotato di un corpo snello, con una testa allungata e il muso appuntito. Le fauci erano allungate. La pinna dorsale era posizionata nella parte posteriore del corpo: la parte anteriore della pinna era appuntita e alta, ma decresceva presto seguendo un disegno concavo verso la parte posteriore; la pinna dorsale era opposta obliquamente alla pinna anale. Le pinne pettorali erano strette. La pinna caudale, invece, era leggermente biforcuta, con lobi relativamente larghi. Le scaglie erano romboidali, a differenza di quelle di altre forme simili come Archaeomaene, ed erano piuttosto alte lungo i fianchi.

## Classificazione
Aphnelepis era un rappresentante degli archeomenidi (Archaeomaenidae), un gruppo di pesci ossei vicini all'origine dei teleostei, tipici del Giurassico. Sembra che, almeno per quanto riguarda alcune caratteristiche come la forma delle scaglie, Aphnelepis fosse affine ad Aetheolepis e a Oreochima.
Aphnelepis australis venne descritto per la prima volta nel 1895 da Arthur Smith Woodward, sulla base di resti fossili ritrovati nei depositi di Talbragar, in Nuovo Galles del Sud (Australia), dove sono stati ritrovati numerosi altri resti di pesci ossei arcaici. Inizialmente Woodward lo ritenne un membro dei semionotidi, e solo successivamente Aphnelepis venne riconosciuto un membro degli archeomenidi (Gardiner, 1960).